# André Frossard
André Frossard, francoski novinar in esejist, * 14. januar 1915, Colombier-Châtelot (Doubs), †  21. februar 1995, Versailles.

## Življenjepis
André Frossard je bil sin Louisa-Oscarja Frossarda, enega od ustanoviteljev francoske komunistične partije (Parti communiste français), ki je stranko vodil 31 let. Odrastel je v ateistični družini, toda pri dvajsetih letih se je spreobrnil v krščanstvo. Krščen je bil 8. julija 1935 v chapelle des religieuses de l’Adoration. 
André Frossard je bil eden najtesnejših francoskih prijateljev papeža Janeza Pavla II.
André Frossard je bil leta 1987 izvoljen v Académie française. Na sedežu št.2 je nasledil Renéja de Castriesa; danes pa mesto zaseda pisatelj Hector Bianciotti.

## Priznanja
- Oficir Legije časti (Légion d'honneur)
- Vojaški križec 1939-1945
- Medalja Odpora

## Zunanji povezave
- Biografija André Frossard na strani Académie française Arhivirano 2007-10-14 na Wayback Machine.

1. 1 2  data.bnf.fr: platforma za odprte podatke — 2011.
2. 1 2  GeneaStar
3. ↑  Académie française
4. ↑  Annuaire prosopographique : la France savante — 2009.